# طوابع البريد والتاريخ البريدي للصين

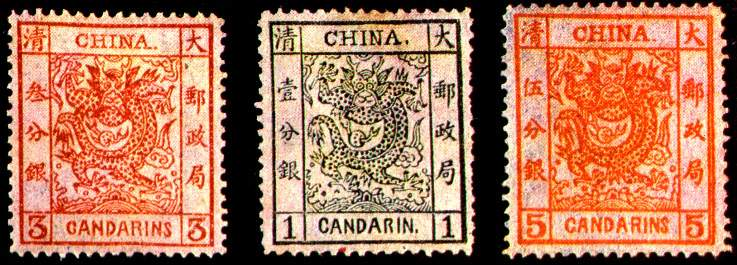
"التنين الكبير"، أول طوابع بريدية صينية، عام 1878، من مكتب بريد

إن تاريخ طوابع البريد والتاريخ البريدي في الصين أصبح معقدًا بسبب التدهور التدريجي للإمبراطورية الصينية وسنوات الحرب الأهلية والاحتلال الياباني في ثلاثينيات وأربعينيات القرن العشرين. في العصر الحديث، يُسَلّمُ البريد عن طريق البريد الصيني.

## التاريخ المبكر
كانت الخدمة البريدية الحكومية المنتظمة معروفة منذ عهد أسرة تشو في الألفية الأولى قبل الميلاد. خلال عهد أسرة يوان تحت قيادة قوبلاي خان في القرن الثاني عشر، دُمِجَ الصين في نظام Örtöö المغولي الأكبر بكثير. أفاد ماركو بولو أنه كان هناك 10 آلاف مرحلة ما بعد المرحلة خلال تلك الفترة. بالإضافة إلى ذلك، كانت الرسائل الخاصة تُنقل عن طريق مين هسين تشو، وهو نظام نقابات الرسائل ( هونغ ). وفي وقت لاحق، نصت معاهدة كياختا مع روسيا عام 1727 على أول تبادل منتظم للبريد.

## سلالة تشينغ
على الرغم من أن الخدمة البريدية في الصين يعود تاريخها إلى حوالي 2500 عام، إلا أن الخدمات البريدية الحديثة لم تُؤَسّسُ حتى عام 1877 من قبل حكومة تشينغ.

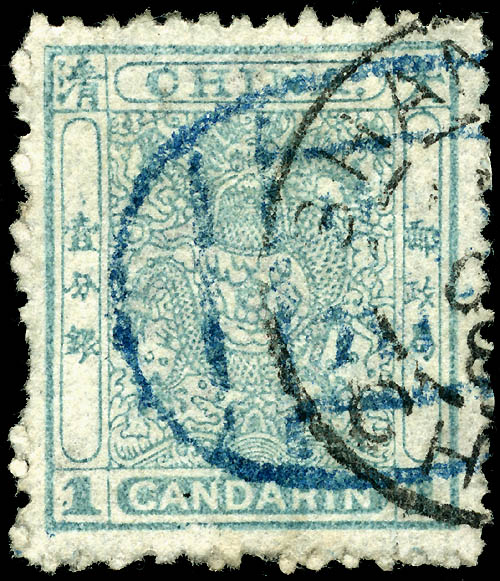
طابع بريدي بقيمة 1 كاندرين يعود تاريخه إلى عام 1885 يحمل ختمًا غير محدد الهوية وختمًا بريديًا من مكتب البريد الفرنسي في شنغهاي.

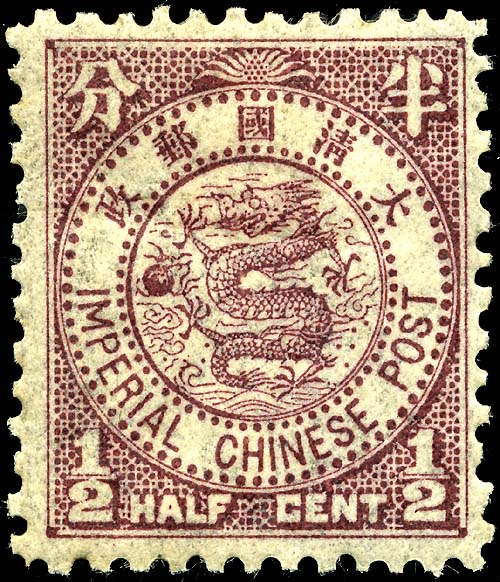
قيمة نصف سنت من إصدار عام 1897، مطبوعة بالحجر في اليابان.
بريد أرض تشينغ العظيم

انتهت سياسة العزلة بالقوة في القرن التاسع عشر بسبب حرب الأفيون وفتح الموانئ المعاهدة لاحقًا؛ حيث فتحت العديد من الدول مكاتب بريد أجنبية منذ عام 1844 فصاعدًا. وقد توسعت هذه الحملة لتشمل عشرات المدن، معظمها على الساحل، على طول نهر اليانغتسي، وفي أقصى الجنوب. نظمت مدينة شنغهاي مكتبها المحلي الخاص في عام 1865.
في العام نفسه، قام الأيرلندي روبرت هارت بتطوير خدمة بريدية للجمارك البحرية الإمبراطورية، في البداية لنقل البريد القنصلي من وإلى الموانئ المعاهدة. اُفْتُتِحَ هذه الخدمة للجمهور في الأول من مايو عام 1878، وأُصْدِرَ أول طوابع بريدية للصين، " التنين الكبير" ( (بالصينية: 大龍郵票; البينيين: dà lóng yóupiào)، أُصْدِرَت للتعامل مع الدفع. نُقِشَ كلمة "الصين" على الطوابع بالأحرف اللاتينية والصينية، وسُميت بالعملة الكندية.
في البداية، كان البريد كله إلى وجهات أجنبية يمر عبر شنغهاي، ولكن بحلول عام 1882 كان هناك اثني عشر مكتب بريد. في 20 مارس 1896، صدر مرسوم يقضي بأن يصبح البريد الجمركي هو الخدمة البريدية الإمبراطورية اعتبارًا من 1 يناير 1897؛ أُغْلِقَ مكتب البريد المحلي في شنغهاي، واعتمد النظام البريدي السنتات والدولارات كوحدات للعملة.
خلال النصف الأول من عام 1897، لم تكن الطوابع الجديدة متاحة، وبالتالي فُرِضَ رسوم إضافية على المخزون الموجود بالسنتات، مع تمييز العديد من المتغيرات من قبل هواة جمع الطوابع. وفُرضت رسوم إضافية على طوابع الإيرادات أيضًا.
طرحت أول طوابع جديدة تحمل اسم IMPERIAL CHINESE POST للبيع في 16 أغسطس 1897. طُبِعَت القيم الاثنتي عشرة، التي تتراوح من 1/2 سنت إلى 5 دولارات، بطريقة حجرية في اليابان. تمثل القيم المنخفضة تنينًا، وتمثل القيم المتوسطة سمكة شبوط، وتمثل القيم الدولارية أوزة برية. كان الورق المستخدم في هذه الطوابع يحمل علامة مائية على شكل رمز يين ويانغ.
في عام 1898،اُستُبْدِلَت بتصميمات مماثلة أُنتِجَت عن طريق النقش في لندن، ونقش عليها البريد الإمبراطوري الصيني على ورق مائي صيني بسمك متفاوت. قد يكون من الصعب اكتشاف العلامة المائية على الورق السميك. كانت الطبعات الجديدة للطوابع، التي بدأت في عام 1899، على ورق غير مائي، ولكن لَمْ يُسَجّلْ أي استخدام لهذا النوع حتى عام 1901. ظلت هذه الطوابع قيد الاستخدام حتى نهاية الإمبراطورية. خلال ذلك الوقت، غُيرت بعض الألوان لتتوافق مع لوائح الاتحاد البريدي العالمي، أُضيفت ثلاث قيم جديدة.
صدرت أول طوابع تذكارية للصين في عام 1909 للاحتفال بالذكرى الأولى لحكم الإمبراطور شوانتونغ. مجموعة من ثلاثة (2ق، 3ق، 7ق)، جميعها تصور معبد السماء في بكين.

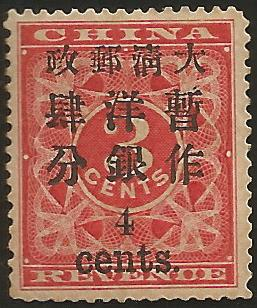
طابع الإيرادات الأحمر الذي فُرِضَ رسوم إضافية عليه في عام 1897 للاستخدام البريدي
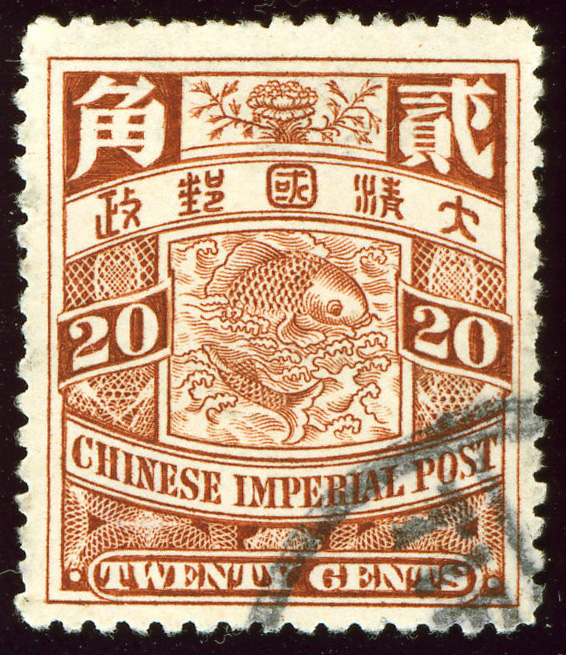
1902 20 سنتًا
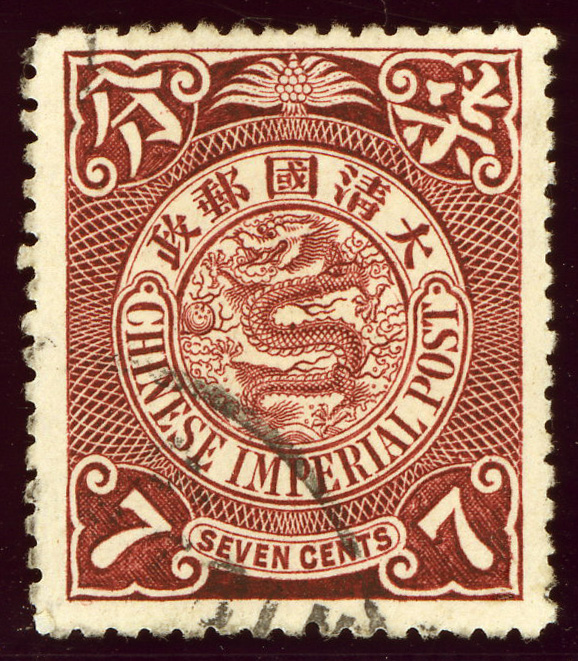
1908 7 سنتات
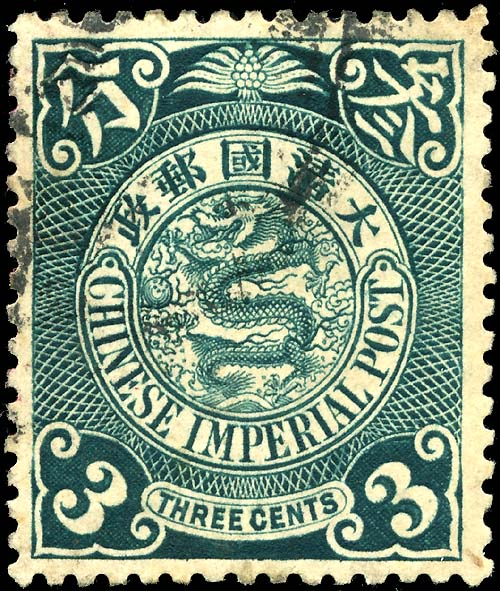
أُصْدِرَ الطابع الأزرق والأخضر بقيمة 3 سنت لأول مرة في عام 1910، وهو أحد آخر طوابع الصين لإمبراطورية
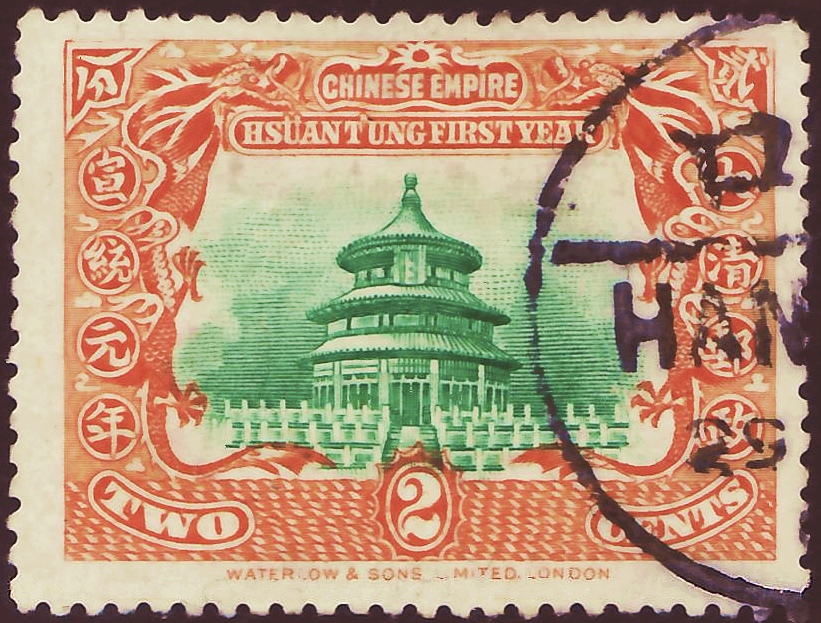
طابع تذكاري يعود إلى عام 1909 بمناسبة حكم الإمبراطور شوانتونغ

## جمهورية الصين

### حكومة بييانغ
أدت ثورة 1911 إلى طباعة طوابع إمبراطورية في عام 1912؛ في فوزهو للإشارة إلى أن مكتب البريد كان فعليًا منطقة محايدة متاحة لكلا الجانبين، وفي نانجينغ وشنغهاي مكتوب عليها "جمهورية الصين" (من الأعلى إلى الأسفل: (بالصينية المبسطة: 中华民国; بالصينية التقليدية: 中華民國; البينيين: zhōnghuámínguó)). أُنتِجَ مجموعة إضافية من المطبوعات الزائدة بواسطة شركة Waterlow and Sons في لندن، وقام مديرو مكاتب البريد في جميع أنحاء البلاد بإنتاج مطبوعات زائدة غير رسمية خاصة بهم باستخدام نفس الأحرف.
كانت التصميمات الجديدة الأولى للجمهورية عبارة عن مجموعتين تذكاريتين، كل منهما تحتوي على 12 قطعة، المجموعة الأولى تصور صن يات صن والثانية يوان شيكاي، وقد صدر كلاهما في 14 ديسمبر 1912.
طُرِحَ الإصدارات النهائية من "الإصدار غير المرغوب فيه" للبيع في 5 مايو 1913، واستمر استخدامها حتى ثلاثينيات القرن العشرين. وأظهرت القيم المنخفضة عملة غير مرغوب فيها، في حين أظهرت القيم من 15 سنتًا إلى 50 سنتًا مزارعًا يحصد الأرز، في حين أظهرت قيم الدولار البوابة المكونة من ثلاثة أجزاء إلى قاعة الكلاسيكيات في بكين. طُبِعَت السلسلة أولاً في لندن، ثم في بكين ابتداءً من عام 1915؛ ويمكن التمييز بينهما من خلال الفحص الدقيق. أعيد نقش التصميمات في عام 1923، وغُيِّر عدد من ميزات التصميم؛ على سبيل المثال، أُزِيلَت القمم البيضاء في الماء أسفل السفينة، وأصبحت المياه داكنة.

أنتجت الصين خمسة إصدارات تذكارية جديدة، كل منها يحتوي على أربعة طوابع، خلال عشرينيات القرن العشرين. صدرت الأولى في 10 أكتوبر 1921 لإحياء الذكرى الخامسة والعشرين لتأسيس مكتب البريد الصيني، وظهر فيها الرئيس آنذاك شو شيتشانغ في الوسط، محاطًا برئيس الوزراء جينج يونج بينج ووزير الاتصالات يي جونجتسو. في 17 أكتوبر 1923، عُرضت مجموعة من الصور لمعبد السماء احتفالاً بالدستور الجديد. في الأول من مارس عام 1928، ظهرت مجموعة تصور المشير للجيش والبحرية تشانغ زولين احتفالاً بتوليه هذا الدور.

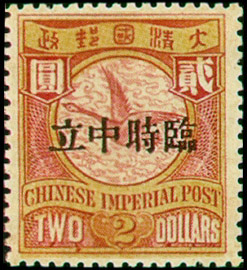
طابع بريدي إمبراطوري صيني يحمل عبارة "الحياد المؤقت" من اليمين إلى اليسار
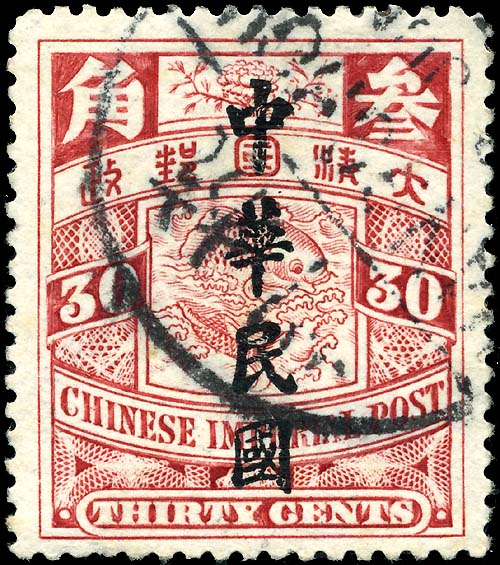
طُبِعَ هذه الطبعة الثورية في لندن على طابع إمبراطوري بقيمة 30 سنتًا. ويقرأ الطبعة من أعلى إلى أسفل: "جمهورية الصين"
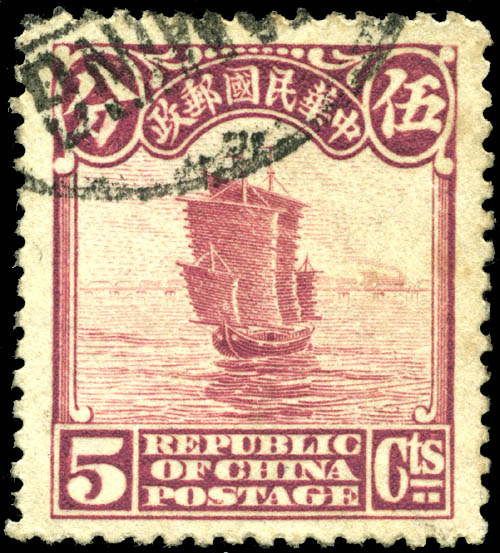
طابع بريدي نهائي يعود إلى عام 1923 يحمل صورة خردة
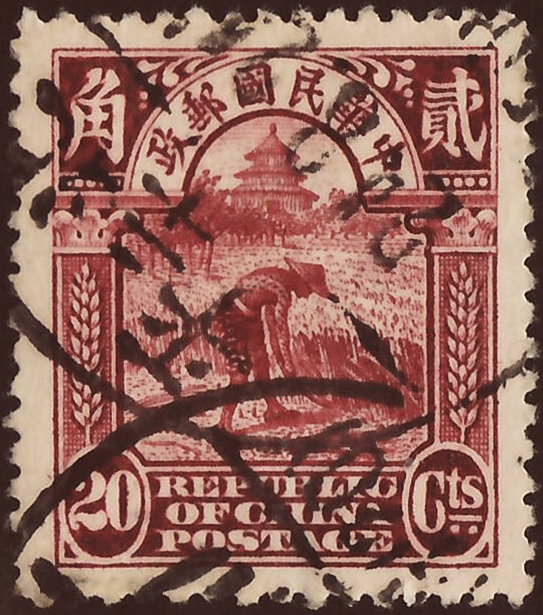
طابع بريدي نهائي يعود إلى عام 1923 يظهر فيه حاصد في حقل أمام معبد السماء

### الحكومة القومية

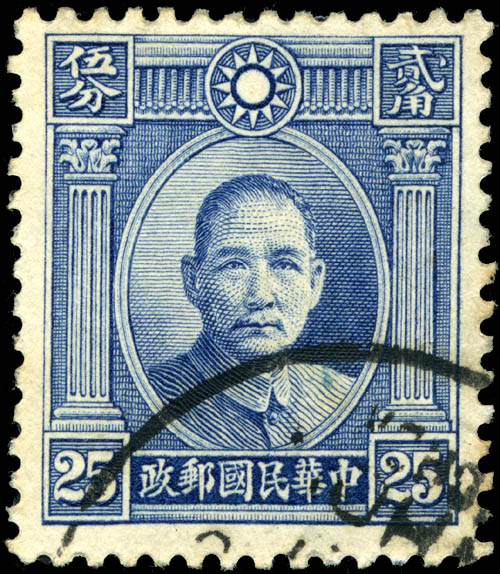
"بريد جمهورية الصين"؛
صورة للطابع تصور صن يات صن بقيمة 25 سنتًا (الزاوية اليمنى العليا 貳角 تعني 2 جياو = 2/10 يوان + الزاوية اليسرى العليا 伍分 تعني 5 فن = 5/100 يوان)، والصادر في عام 1931.

في 18 أبريل 1929، ظهر تشيانج كاي شيك لأول مرة احتفالاً بتوحيد الصين. وأخيرًا، في 30 مايو 1929، أي قبل يومين من الحدث، صدرت أربعة طوابع بريدية تحمل صورة ضريح صن يات سين لإحياء ذكرى جنازته الرسمية. صدرت تعريفات جديدة لما يسمى بطوابع صن يات صن في عام 1931. ستشهد هذه الطوابع، إلى جانب إصدار الشهداء لعام 1932 لتكريم ستة شهداء من حزب الكومينتانغ، طباعة متكررة على مدى السنوات العديدة التالية.

### الاحتلال الياباني والحرب
أثناء احتلال اليابان لعدة مناطق صينية (1937-1945)، كانت الطوابع الصينية مستخدمة في الأصل في الأراضي المحتلة. منذ عام 1941،طُبعت الطوابع الصينية بشكل منفصل لمنغوليا الداخلية، وقوانغدونغ، وشمال الصين، وشنغهاي، ونانجينغ. وفي بعض المناطق، أُصْدِرَ طوابع مصممة محليًا.

### منشورات شيوعية
أصدرت السلطات الشيوعية طوابع بريدية في المناطق التي كانت تحت سيطرتها منذ عام 1930 فصاعدا. كانت هذه المناطق تقع عادة في مناطق أكثر بعدا، وغالبا على الحدود الجبلية بين مقاطعتين -ومن ثم يشار إليها غالبا باسم "مناطق الحدود". على سبيل المثال، كانت القضايا الشيوعية الأولى (ما يسمى بـ "النقاط الحمراء") في المناطق الجبلية في جيانغشي، ومنطقة الحدود بين هونان وهوبي، وغرب فوجيان، على الحدود مع جيانغشي.

### ما بعد الحرب العالمية الثانية
ولم يجلب نهاية الصراع سوى قدر ضئيل من الراحة للحكومة القومية، التي واصلت صراعها مع القوات الشيوعية. لكنهم تمكنوا من إصدار رسائل تذكارية لإحياء ذكرى الرئيس لين سين، الذي توفي في عام 1943، وإحياء ذكرى تنصيب تشيانج في أكتوبر/تشرين الأول، والاحتفال بانتصار الحلفاء.
كان التضخم قد خلق حاجة إلى قيم أعلى من أي وقت مضى طوال عام 1945، ولكن في عام 1946 خرجت الأمور عن السيطرة؛ حيث فُرِضَ رسوم إضافية على مخزونات الطوابع، بعضها يعود تاريخه إلى عام 1931، بقيم تصل إلى 2000 دولار، كما وصل سعر التصميم الجديد (لا يزال يضم صورة لسون يات صن) إلى 5000 دولار.
وشهد عام 1947 عددًا من الإصدارات التذكارية، ومزيدًا من التضخم، حيث وصل إصدار صن يات صن مع أزهار البرقوق إلى 50 ألف دولار في ذلك العام، ثم تُجَاوَزَ في عام 1948 مع إعادة الإصدارات التي بلغت ذروتها مع طابع بقيمة 5 ملايين دولار.
في عام 1948، أُعتُمدَ معيار اليوان الذهبي، وفُرِضَ رسوم إضافية على مجموعة متنوعة من الطوابع الموجودة بقيم تتراوح من 1/2 سنت وما فوق. كان هذا بمثابة حل مؤقت لم يدم طويلاً، وبحلول أوائل عام 1949 أصبح من الضروري طوابع وطبعات متعددة بقيم مختلفة، مرة أخرى تصل إلى 5 ملايين دولار.
وفي الأول من مايو/أيار 1949، اتخذت الحكومة خطوة يائسة، تمثلت في طباعة طوابع غير مخصصة، وبيعها بالسعر اليومي لليوان. ثم اعتمدوا معيار اليوان الفضي، وطبعوا المزيد من الطوابع، بالإضافة إلى إعادة إصدار تصميم صن يات صن بقيمة تتراوح بين 1 و500 سنت. بحلول شهر أغسطس/آب، كان الوضع السياسي المتدهور قد أثر على النظام البريدي، وكانت آخر إصدارات القوميين في البر الرئيسي اثنتين من سلسلة مخطط لها من التصميمات التصويرية المقومة باليوان الفضي.

بعد خسارة الصين القارية، أصبحت طوابع الحكومة القومية مقتصرة على تايوان والجزر المحيطة بها. منذ عام 2008، أصبح الطوابع تحمل عبارة "جمهورية الصين (تايوان)".

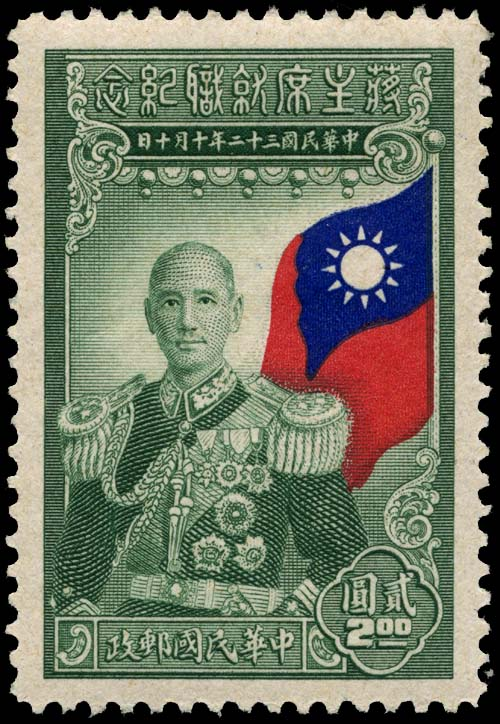
ورغم أن هذا ليس الظهور الأول لتشيانج كاي شيك على طابع بريدي، فإن الاحتفال بتنصيبه في أكتوبر/تشرين الأول 1945 يتضمن مجموعة أوسع من الرموز القومية.
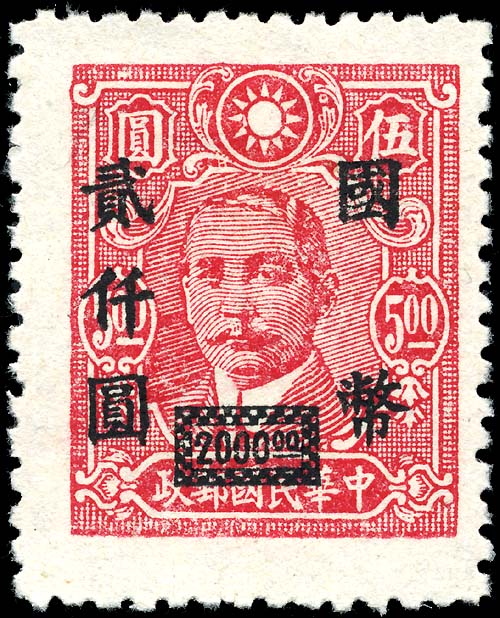
تطلب التضخم الشديد تدفقًا ثابتًا من المطبوعات الزائدة؛ هذه القيمة 2000 دولار تعود إلى عام 1946.
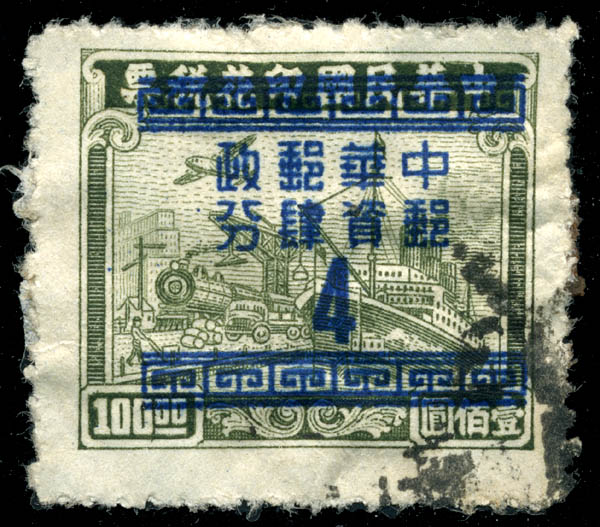
اُسْتُخْدِمَ هذه الطباعة باليوان الفضي على طابع الإيرادات لمدة بضعة أشهر فقط في منتصف عام 1949.
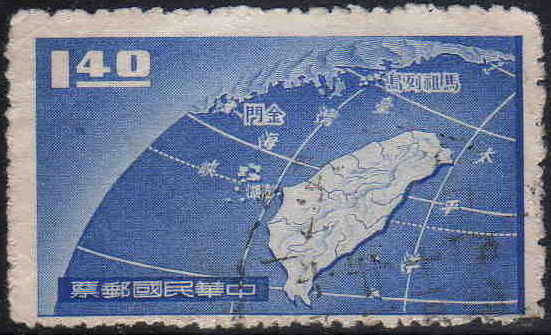
طابع بريدي من جزيرة تايوان يعود تاريخه إلى عام 1959

## مانشوكو
أنشأت اليابان دولة دمية تدعى مانشوكو في شمال شرق الصين في عام 1932. ورغم أن الدولة توقفت عن الوجود بعد الحرب العالمية الثانية، فإنها تمكنت خلال حياتها من خلق العديد من الكائنات الثقافية المثيرة للاهتمام، بما في ذلك الطوابع. تظهر تصاميم طوابع مانشوكو تأثير كلا البلدين. في الواقع، طُبعت مجموعة الصداقة لعام 1944 باللغتين الصينية واليابانية.

## جمهورية الصين الشعبية
تأسس النظام البريدي لجمهورية الصين الشعبية باعتباره الإدارة العامة للبريد في بكين في عام 1949، وتطور من المكاتب البريدية التي كانت تعمل لعدة سنوات في المناطق الخاضعة لسيطرة الشيوعيين. كان التطور بطيئا؛ فبحلول عام 1949 لم يكن هناك سوى مكتب بريد واحد لكل 370 كيلومتر مربع. استمرت العديد من المناطق الخاضعة لسيطرة الشيوعيين في تشغيل أنظمتها البريدية الخاصة؛ وصدرت الأوامر لمعظمها بالتوقف عن بيع إصدارات الطوابع الإقليمية بحلول 30 يونيو 1950، بينما استمرت منطقة تحرير الشمال الشرقي وإدارة البريد والتلغراف في بورت آرثر وديرين في استخدام طوابعها الخاصة (بسبب العملات المختلفة) حتى نهاية عام 1950.

### طوابع البريد
أصدرت الإدارة الموحدة أول طوابع بريدية لها في 8 أكتوبر 1949، وتتكون من مجموعة من أربعة طوابع تصور فانوسًا وبوابة السلام السماوي، احتفالًا بالدورة الأولى للمؤتمر السياسي الاستشاري للشعب الصيني. كما دشن هذا الإصدار الممارسة المبتكرة المتمثلة في ترقيم كل نوع من الطوابع الصادرة، عادة في الزاوية اليسرى السفلية. على سبيل المثال، فإن الطابع البريدي بقيمة 800 دولار في إصدار حمامة السلام لعام 1950 يحمل رقم "5.3-2"، مما يشير إلى أنه الطابع البريدي الثاني من بين ثلاثة طوابع في الإصدار الخامس للطوابع البريدية في الصين. يُتّبَعُ هذه الممارسة فقط بالنسبة للطوابع التذكارية والخاصة، والطوابع النهائية العادية التي لا تحتوي على علامات خاصة.
صدرت السلسلة الأولى النهائية في فبراير 1950، وظهر فيها بوابة السلام السماوي على خلفية من السحب. وتراوحت القيم التسع بين 200 دولار و10 آلاف دولار.عُدّلَ التصميم عدة مرات خلال العام التالي، ومرة أخرى في عام 1954، مما أدى إلى ما يطلق عليه هواة جمع الطوابع "الإصدارات الثانية" إلى "السادسة"، وكل منها تختلف في جوانب بسيطة، مثل تخطيط السحب.
ووجدت هيئة البريد أنه من الضروري فرض رسوم إضافية على طوابع الحكومة السابقة، مع الإصدارات في شهري مارس/آذار وأغسطس/آب 1950، ومايو/أيار 1951. وبالإضافة إلى ذلك، اُسْتُخْدِمَ الطوابع المتبقية من المقاطعات الشمالية الشرقية في الخدمة في يوليو 1950، وتلك الخاصة بشرق الصين في ديسمبر 1950.
وفي هذه الأثناء، أقيمت احتفالات تذكارية مختلفة احتفاءً بالمؤتمرات والأحداث الأخرى للجمهورية الفتية. في يونيو 1952، صدرت مجموعة مكونة من أربعين طابعًا تصور تمارين بدنية بالاشتراك مع برنامج إذاعي؛ وأُوُضِحَ عشرة تمارين، كل منها بكتلة من أربعة، حيث يظهر كل طابع موضعًا مختلفًا للذراعين والساقين للتمرين.

### الثورة الثقافية
أدى انخفاض مبيعات الطوابع وسحب العديد من الطوابع من الإصدار أثناء الثورة الثقافية إلى ظهور عدد قليل من الطوابع النادرة للغاية، وخاصة المستخدمة. كان النمط النموذجي الذي أدى إلى ندرة الطوابع هو المبيعات غير المصرح بها قبل تاريخ الإصدار الرسمي من قبل مكاتب بريد معزولة للطوابع التي سُحِبَت بعد ذلك من الإصدار قبل تاريخ الإصدار الرسمي. هناك قطعة نادرة، وهي طابع بريدي غير صادر بقيمة 8 فرنك من عام 1967 لإحياء الذكرى الأربعين لتأسيس قاعدة جينغ جانجشان الثورية، المعروفة شعبياً باسم "السماء الزرقاء الكبيرة"، والتي تصور الرئيس ماو ولين بياو على المنصة المطلة على ميدان السلام السماوي، وهي موجودة فقط كبقايا أُنْقِذَت من عملية التدمير. من المعروف أن هناك قصاصات فقط من طابع واحد من المجموعة المنسحبة.
خلال عصر الثورة الثقافية، بين عامي 1967 و 1971، كان هناك 19 مجموعة من الطوابع يبلغ مجموعها 80 طابعًا أصدرتها هيئة البريد الصينية، وبفضل تصميمها المميز وإيحاءاتها السياسية القوية، أصبحت هذه الطوابع ذات قيمة عالية بعد نهاية الثورة الثقافية.

### الخدمة البريدية
تأسست الخدمة البريدية بشكل سريع في الخمسينيات والستينيات. بحلول عام 1952، أُنشِئَ شبكات البريد الرئيسية المتمركزة في العاصمة بكين، رُبِطَت بجميع المدن الكبرى. حُقِقَ تقدم كبير في تحسين الخدمة البريدية في إطار الخطة الخمسية الأولى. كما طُوّرَ الخدمة البريدية في المناطق الريفية. بالإضافة إلى توسيع الطرق البريدية الريفية، حُلت مشكلة توصيل البريد إلى الأماكن الواقعة أسفل مستوى المقاطعة من خلال الاستعانة بمساعدة السكان. منذ عام 1954 فصاعدا، جُرِبَ نظام تسليم البريد بواسطة عمال البريد الريفيين في التعاونيات الزراعية، وفي عام 1956 وسعت هذا النظام في جميع أنحاء البلاد. بحلول عام 1959 كانت شبكة البريد الوطنية مكتملة.
كانت الخدمة البريدية تحت إدارة وزارة البريد والاتصالات ( وزارة صناعة المعلومات حاليًا)، والتي تأسست في عام 1949 وأعيد تأسيسها في عام 1973 بعد فترة عامين فُصل وظيفتي البريد والاتصالات وتخفيض مستوى الوزارة إلى مستوى دون وزاري.
في عام 1984 كان لدى الصين 53 ألف مكتب بريد واتصالات و 5 ملايين كيلومتر من الطرق البريدية، بما في ذلك 240 ألف كيلومتر من الطرق البريدية للسكك الحديدية، و624 ألف كيلومتر من الطرق البريدية للطرق السريعة، و230 ألف كيلومتر من الطرق البريدية الجوية. بحلول عام 1985، كانت مكاتب البريد تتعامل مع 4.7 مليار خطاب من الدرجة الأولى و25 مليار صحيفة ودورية. في عام 1987، وبعد انقطاع دام ست سنوات، صدر الأمر باعتماد رموز بريدية مكونة من ستة أرقام.
لمدة سنوات عديدة، لم تكن الصين عضوًا في الاتحاد البريدي العالمي، ورغم أنها استخدمت الأرقام العربية للتسميات، إلا أنها لم تدرج اسم البلاد بالأحرف اللاتينية كما هو مطلوب من الدول الأعضاء في الاتحاد البريدي العالمي. بدأت إضافة كلمة "الصين" إلى نقوش الطوابع في عام 1992. يقوم هواة الجمع الغربيون عادة بالتمييز بين الطوابع السابقة من خلال الأرقام التسلسلية في الزاوية السفلية، ومن خلال الحرف الأول من اسم الدولة 中، حيث يكون "الصندوق المربع ذو الشريط الرأسي" مختلفًا بصريًا عن النقش المستخدم من قبل أي دولة آسيوية أخرى.

### الاستشهادات
1. ↑  Institute of Chinese Studies,
University of Heidelberg, Germany: Shelfmark: HE6185.C55 T33 1989|title: 大龍郵票與清代郵史 / 中國郵票博物館 編 Ta-lung yu-p'iao yü Ch'ing-tai yu-shih / Chung-kuo yu-p'iao po-wu-kuan pien |Published: 香港 : 商務印書館 Hsiang-kang : Shang-wu yin-shu-kuan, 1989 |Description: 212 p.: col. ill. (ردمك 978-962-07-5077-9). Language: chi.; eng.|Corp. body: 中國郵票博物館 Chung-kuo yu-p'iao po-wu-kuan|Parallel Title: A picture album of The Large Dragon Stamps and the postal history of the Qing Dynasty|Subjects: Postage-stamps – China – History
2. ↑  "Auction 9 Treasures of the Cultural Revolution January 30–31, 2010". InterAsia Auctions. اطلع عليه بتاريخ 2011-01-10.

## قراءة إضافية
- هاريس، لين جيه. "التعثر نحو الإمبراطورية: مكتب البريد المحلي في شنغهاي، والمجتمع البريطاني العابر للحدود الوطنية والإمبراطورية غير الرسمية في الصين، 1863-1897". مجلة التاريخ الإمبراطوري والكومنولث 46.3 (2018): 418-445.
- هاريس، لين. "مكتب البريد وتشكيل الدولة في الصين الحديثة، 1896-1949" (أطروحة دكتوراه، جامعة إلينوي في أوربانا-شامبين، 2012) متاح على الإنترنت .
- وانغ، تشيلسي زي. "مزيد من العجلة، وسرعة أقل: مصادر الاحتكاك في نظام البريد في عهد أسرة مينغ". الصين الإمبراطورية المتأخرة 40.2 (2019): 89-140.